# رينيه لي روي
رينيه لي روي (بالفرنسية: René Le Roy)‏ هو موسيقي فرنسي، ولد في 4 مارس 1898 في ميزون-لافيت في فرنسا، وتوفي في 3 يناير 1985 في باريس في فرنسا.

## وصلات خارجية
- رينيه لي روي على موقع ميوزك برينز (الإنجليزية)
- رينيه لي روي على موقع أول ميوزيك (الإنجليزية)
- رينيه لي روي على موقع ديسكوغز (الإنجليزية)